# Scrobipalpa vasconiella
Scrobipalpa vasconiella is een vlinder uit de familie tastermotten (Gelechiidae). De wetenschappelijke naam is voor het eerst geldig gepubliceerd in 1877 door Rossler.
De soort komt voor in Europa.